# Ван дер Плуг, Фредерик
Фредерик «Рик» ван дер Плуг (Frederick «Rick» van der Ploeg; род. 28 апреля 1956, Роттердам) — нидерландский экономист, специалист в области макроэкономики.
Членкор Нидерландской королевской академии наук (2010).
Доктор философии, с 2008 г. профессор Оксфордского университета, исследовательский директор его центра OxCarre, также старший исследовательский фелло Нью-колледжа. С 2011 г. одновременно является адъюнкт-профессором Амстердамского университета. В 1994—1998 гг. член парламента Нидерландов, являлся шеф-споукперсоной по финансам. В 1998—2002 гг. государственный секретарь Нидерландов по образованию, культуре и науке (см. Список министров образования Нидерландов).

## Биография
Получил степень бакалавра и в Кембриджском университете — доктора философии по инженерии. В 1979—1983 гг. младший научный сотрудник Кембриджа. В 1983—1988 гг. лектор/ридер Лондонской школы экономики. В 1985—1991 гг. исследовательский профессор Тилбургского университета. В 1991—1998 гг. профессор макроэкономики Амстердамского университета. В 2003—2007 гг. профессор экономики Европейского университетского института. Также в 2003—2007 гг. член Комитета всемирного наследия.
Регулярно выступает в СМИ.
Фелло Европейской экономической ассоциации (2004).
Член Голландского королевского общества естественных и гуманитарных наук (2009).
Член Европейской академии (2014).
Рыцарь ордена Оранских-Нассау (2002).
Редактор Basil Blackwell Handbook of International Macroecomics (1994), соавтор OUP textbook Foundations of Modern Macroeconomics, автор множества других работ.